# CS Sporting Roșiori
Clubul Sportiv Sporting Roșiori 2008, cunoscut sub numele de Sporting Roșiori, este un club de fotbal profesionist din Roșiorii de Vede, județul Teleorman, România, care evoluează în prezent în Liga a III-a.

## Istorie

### Sezonul 2008-2009
În primul sezon de existență, 2008-2009, Sporting a încheiat campionatul Ligii a IV-a pe poziția a 3-a, după FCM Alexandria și Voința Săele. 
În vara anului 2009, Sporting a participat la competiția estivală Cupa Teleormanul, pe care a încheiat-o pe poziția secundă, fiind învinsă în finală de Voința Săele, scor 1-2. 

### Sezonul 2009-2010
În cel de-al doilea sezon de existență, 2009-2010, Sporting a plecat la drum cu o nouă echipă, formată în majoritate din tineri și cu Alexandru Gheorghe pe banca tehnică. După un tur de sezon încurajator, pe care Sporting l-a încheiat pe poziția secundă, în spatele formației CS Metalul Peretu și la egalitate de puncte cu Dunărea Turris Turnu Măgurele, a urmat un retur mai puțin reușit, marcat de câteva scandaluri și de demiterea antrenorului Alexandru Gheorghe. În ultimele etape ale sezonului, Sporting a fost preluată de antrenorul juniorilor Eugen Crăciunescu, iar la finalul sezonului roșiorenii s-au clasat pe poziția a 4-a, după Dunărea Turris Turnu Măgurele, Metalul Peretu și VN Olteni.

### Sezonul 2010-2011
În stagiunea precedentă de campionat, Sporting Roșiori își propusese să atace promovarea în liga 3, însă acest obiectiv a fost schimbat după numai câteva etape, asta din cauza rezultatelor nesatisfăcătoare. În tur, echipa a fost condusă de pe bancă de Constantin Berechet, iar din retur acest post a fost cedat lui Mitică Paciurea, care a reușit să termine campionatul pe locul 4, în spatele formațiilor VN Olteni, Metalul Frăsinet și Voința Saelele.

### Sezonul 2011-2012
Un sezon dezamăgitor la capătul căruia Sporting a terminat pe 6 (50 de puncte) la 18 puncte de liderul Cs Pamimai Videle. Au fost înregistrate 14 victorii, 8 egaluri și 8 înfrângeri.

### Sezonul 2012-2013
Este primul sezon în care au o echipă sudată, cu Florin Șoavă din retur pe bancă, echipa a terminat pe primul loc(63 de puncte) la 12 de locul 2, Cs Viața Nouă Olteni. La baraj echipa a jucat contra echipei Fc Balș, dar a pierdut cu 1-0.
Echipa clasică de-a lungul sezonului: 1. Bușcă – 3. Vișan, 18. Găiceanu, 17. Sitaru, 4. Dicu – 19. Bujorescu, 5. Lecoviște, 11. Popescu, 16. Urâtu – 14. Stavarache, 7. Fl. Coman. Altii: 10. Popovici, 9. Sârbu și 2. Ciubuc.
Ultima dată când Sporting Roșiori a câștigat titlul județean a fost în sezonul 1970/1971.

### Sezonul 2013-2014
După un sezon 2012-2013 foarte reușit, în care a câștigat fără emoții titlul de campioană județeană, Sporting Roșiorii de Vede avea să piardă barajul de promovare în Liga a 3-a. A fost un moment de cumpănă, care a adus dezamăgire, dar și schimbări la nivelul lotului de jucători la Sporting. Unul din punctele importante ale cotiturii din vară l-a reprezentat readucerea lui Florin Șoavă în postura de antrenor-jucător, astfel că Sporting a pornit la un nou drum, cu gândul să câștige încă un titlu județean. Iar prestațiile din prima parte a campionatului, când a dominat destul de autoritar competiția – a câștigat cu FCM Alexandria (3-2) și a remizat la Pamimai Videle (1-1) – au confirmat că noul proiect Sporting este unul destul de bine structurat. Totuși, a venit etapa a 8-a, în urma căreia antrenorul Florin Șoavă s-a supărat și a părăsit echipa din Roșiorii de Vede, astfel că în ultimele șapte etape ale sezonului  pe bancă au stat secundul Iulian Petre și președintele Gabriel Vlădulescu.În ianuarie a fost numit ca antrenor Cristi Negru.
La capitolul plecări de jucători, în lotul roșiorenilor nu se mai regăsesc cinci dintre jucătorii care au fost în toamnă în teren. Este vorba de Floricel, Celea, Ciubuc, Mitran și Gavriș, însă aceste plecări se speră să fie acoperite cu achizițiile din aceste zile. “Vrem cel mult patru-cinci jucători, noi nu aducem mulți sportivi, care să stea, să nu joace, preferăm o echipă competitivă ”, a mai adăugat Gabriel Vlădulescu.
Rezultate optimi Cupă:
Tineretul Suhaia – Sporting Roșiori 1-6(D. Bencea (67) / V. Moraru (7), I. Urâtu (12), L. Lăcoviște (33 – pen, 52 – pen, 60), M. Dicu (80)
Sporting Roșiori: Butoi – Visan, Sitaru, Mosteanu, Dicu – Bocănete, Lăcoviște, S. Mitran, Urâtu – Matei, Moraru

## Jucători
La 6 Septembrie 2022.
| Nr. |         | Poziție | Jucător                               |
| --- | ------- | ------- | ------------------------------------- |
| 1   | România | P       | Nicușor Cristea                       |
| 4   | România | F       | Valentin Neaga                        |
| 5   | România | F       | Vlad Fierăscu                         |
| 6   | România | F       | Eduard Aguță (on loan from FC Argeș)  |
| 7   | România | M       | Viorel Vîlcica                        |
| 8   | România | M       | Ionel Mierlea                         |
| 9   | România | A       | Sebastian Ivan (on loan from Mioveni) |
| 10  | România | M       | Leonard Manole (Captain)              |
| 12  | România | P       | Mircea Silviu                         |

| Nr. |         | Poziție | Jucător                           |
| --- | ------- | ------- | --------------------------------- |
| 13  | România | M       | Marius Mitran                     |
| 14  | România | M       | Marius Matei                      |
| 15  | România | M       | Mădălin Dudoiu                    |
| 17  | România | F       | Ionel Ciortan                     |
| 18  | România | A       | Alin Călin (on loan from Mioveni) |
| 19  | România | M       | Florin Lupu                       |
| 20  | România | F       | George Preda                      |
| 21  | România | F       | Antonios Marin                    |
| 22  | România | F       | Gabriel Matei (Vice-Captain)      |
| 33  | România | P       | Cristian Toilă                    |
|     | România | F       | Radu Cireșoiu                     |
|     | România | P       | Leonard Aldescu                   |

## Parcursul competițional
| Sezon   | Nivel | Divize                       | Loc | Cupa României |
| ------- | ----- | ---------------------------- | --- | ------------- |
| 2023–24 | 3     | Liga a III-a (Seria a VI-a)  | 6   |               |
| 2022–23 | 3     | Liga a III-a (Seria a VI-a)  | 3   |               |
| 2021–22 | 3     | Liga a III-a (Seria a VI-a)  | 6   |               |
| 2020–21 | 3     | Liga a III-a (Seria a VI-a)  | 3   |               |
| 2019–20 | 3     | Liga a III-a (Seria a III-a) | 16  |               |
| 2018–19 | 3     | Liga a III-a (Seria a III-a) | 14  |               |
| 2017–18 | 3     | Liga a III-a (Seria a III-a) | 12  |               |
| 2016–17 | 3     | Liga a III-a (Seria a III-a) | 7   |               |

| Sezon   | Nivel | Divizie                      | Loc      | Cupa României |
| ------- | ----- | ---------------------------- | -------- | ------------- |
| 2015–16 | 3     | Liga a III-a (Seria a III-a) | 7        |               |
| 2014–15 | 3     | Liga a III-a (Seria a III-a) | 5        |               |
| 2013–14 | 4     | Liga a IV-a (TR)             | 1 (C, P) |               |
| 2012–13 | 4     | Liga a IV-a (TR)             | 1 (C)    |               |
| 2011–12 | 4     | Liga a IV-a (TR)             | 5        |               |
| 2010–11 | 4     | Liga a IV-a (TR)             | 4        |               |
| 2009–10 | 4     | Liga a IV-a (TR)             | 4        |               |
| 2008–09 | 4     | Liga a IV-a (TR)             | 3        |               |